# Montfa (Ariège)
Montfa è un comune francese di 83 abitanti situato nel dipartimento dell'Ariège nella regione dell'Occitania.

## Società

### Evoluzione demografica
Abitanti censiti